# Enrique Mas
Enrique Mas Mirandes, né le 27 septembre 1907 à Palafrugell (province de Gérone, Espagne) et mort le 15 février 1975 à Barcelone, est un footballeur espagnol des années 1920 et 1930 qui jouait au poste de défenseur.

## Biographie
Enrique Mas est un défenseur qui commence à jouer au FC Palafrugell en 1924.
En 1926, il est recruté par le FC Barcelone. Il débute avec le Barça le 24 septembre 1924 lors d'un match amical contre le WAC Vienne. Il joue pendant six saisons au FC Barcelone remportant la première édition de l'histoire du championnat d'Espagne en 1929 et la fameuse Coupe d'Espagne de 1928 qui eut besoin de trois finales, ainsi que six championnats de Catalogne.
En janvier 1933, il signe au RCD Espanyol. Il met un terme à sa carrière de joueur en 1934.
Enrique Mas est connu pour son « saut anglais », un saut acrobatique qui permettait de dégager le ballon avec plus de force.

## Palmarès
Avec le FC Barcelone :
- Champion d'Espagne en 1929
- Vainqueur de la Coupe d'Espagne en 1928